# Eva Mameli Calvino
Eva Mameli Calvino, all'anagrafe Giuliana Luigia Evelina Mameli (Sassari, 12 febbraio 1886 – Sanremo, 31 marzo 1978), è stata una botanica e naturalista italiana.
Fu la prima donna a conseguire la libera docenza in botanica presso un'università italiana, fu amante delle sfide scientifiche e di quelle civili (le fu conferita la medaglia d'argento della Croce Rossa e di bronzo dal Ministro degli Interni).

## Biografia

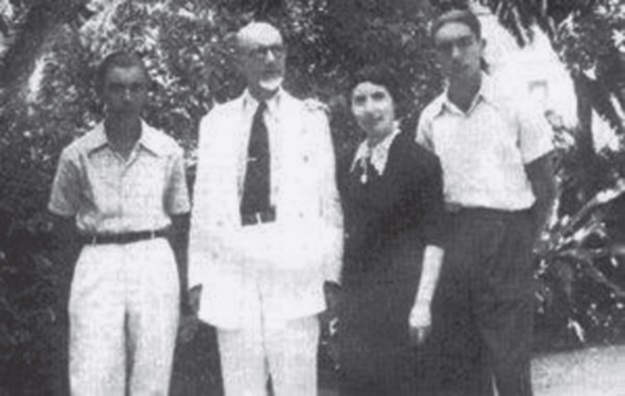
Italo e Floriano Calvino con i genitori nel giardino di villa Meridiana nel 1941

Nacque a Sassari da Giovanni Battista Mameli, alto ufficiale dei carabinieri, e Maria Maddalena Cubeddu: la nonna materna Maddalena Spano era sorella del Canonico Giovanni Spano (1803-1878), padre dell'archeologia sarda, originaria di Ploaghe. Fu sorella minore del chimico Efisio Mameli.
Nel 1903 a Cagliari conseguì il diploma presso l'Istituto Tecnico Pietro Martini e lo stesso anno si iscrisse alla Facoltà di Scienze dell'Università di Cagliari, dove nel 1905 ottenne una "licenza in fisica e matematica", un diploma superiore utile a insegnare nelle scuole. Dopo la morte del padre, si trasferì con la madre a Pavia, dove all'Università nel 1907 si laureò in Scienze Naturali (suo fratello Efisio era docente di chimica). Nel 1915 ottenne la libera docenza in botanica, prima donna in Italia in tale disciplina.
Con il marito Mario Calvino lasciò l'Italia per Cuba nel 1920 dove diresse il dipartimento di botanica della Stazione sperimentale agronomica di Santiago de las Vegas; insieme al marito istituì anche una scuola per figli di contadini e fondò la rivista La Chaparra agricola.
I due ritorneranno in Italia nel 1925 per stabilirsi a Sanremo, dove le fu offerta la direzione della neoistituita Stazione sperimentale di floricoltura "Orazio Raimondo". Dal 1926 al 1929 diresse l'Orto botanico dell'Università di Cagliari. Tornò poi a Sanremo per svolgere attività presso la stazione diretta dal marito.
È stata docente di botanica all'Università di Cagliari, attiva presso la Stazione sperimentale di floricoltura di Sanremo, e per la sua opera di tutela degli uccelli è considerata la «prima e unica donna» del movimento per la conservazione della natura tra le due guerre.
La coppia ebbe due figli, lo scrittore Italo Calvino e il geologo Floriano.

## Opere
La prima di una lunga serie di pubblicazioni (oltre 200) di Eva Mameli Calvino risale al 1906, risultato delle sue ricerche eseguite nell'Orto botanico di Cagliari sul genere Fumaria, mentre un anno dopo pubblicò Sulla flora micologica della Sardegna al quale diede seguito con un'ulteriore pubblicazione nel 1908..Si è occupata, con i suoi scritti, prima di lichenologia, micologia e fisiologia vegetale, poi di genetica applicata alle piante ornamentali, fitopatologia e floricoltura. Dal 1930, periodo in cui fonda assieme al marito la Società italiana amici dei fiori e la rivista «Il Giardino Fiorito», che dirigeranno dal 1931 al 1947, in svariati articoli si occupa della protezione degli uccelli.

### Libri
- Mario Calvino e Eva Mameli Calvino, 250 quesiti di giardinaggio risolti, Donzell, 2011,  p. 250, ISBN 88-6036-583-X.
- Eva Mameli Calvino, El gladiolo: la flor moderna, B. Trucco, 1947,  p. 108.
- Eva Mameli Calvino, Biologia fiorale della Persea drymifolia (Aguacate) coltivata in Sanremo, in Ed. Stazione sperimentale di floricoltura "Orazio Raimondo", n. 31, 1938,  p. 11.
- Eva Mameli Calvino e John Bretland Farmer, Morfologia biologica vegetale, Sonzogno, 1924.
- Eva Mameli Calvino, Contributo lichenologia del Forlivese, 1924.
- Eva Mameli Calvino, Estudios anatómicos y fisiológicos sobre la caña de azúcar en Cuba, in Boletín. Editor Estación Central Agronómica de Cuba, n. 46, 1921.
- Eva Mameli Calvino, Licheni della Sardegna, 1920.
- Eva Mameli Calvino, Note critiche ad alcune moderne teorie sulla natura del Consorzio lichenico, 1920.* *  Eva Mameli Calvino, Ricerche fisiologiche sui licheni: Idrati di carbonio; nota preliminare, 1919.
- Eva Mameli Calvino, Note di parabiosi vegetali, Edición reimpresa de Tipo-lit. Rebeschini di Turati, 1914.

## Controversie
Nonostante sia stato ripetutamente scritto, il padre non apparteneva al ramo Mameli di Lanusei, e non era parente di Goffredo Mameli, autore dell'inno nazionale italiano.

## Riconoscimenti
- Le città di Torino, di Avigliana e di Sassari le hanno dedicato dei giardini.
- La città di Soave le ha dedicato un parco urbano.
- A Cagliari un istituto tecnico commerciale porta il suo nome.[14]